# Stensbacka
Stensbacka är en bebyggelse öster om Gullmarsfjorden och väster om länsväg 161 i Skredsviks socken i Uddevalla kommun. Från 2015 till 2023 avgränsade SCB här en småort.